# Karl-Heyer-Straße 13a

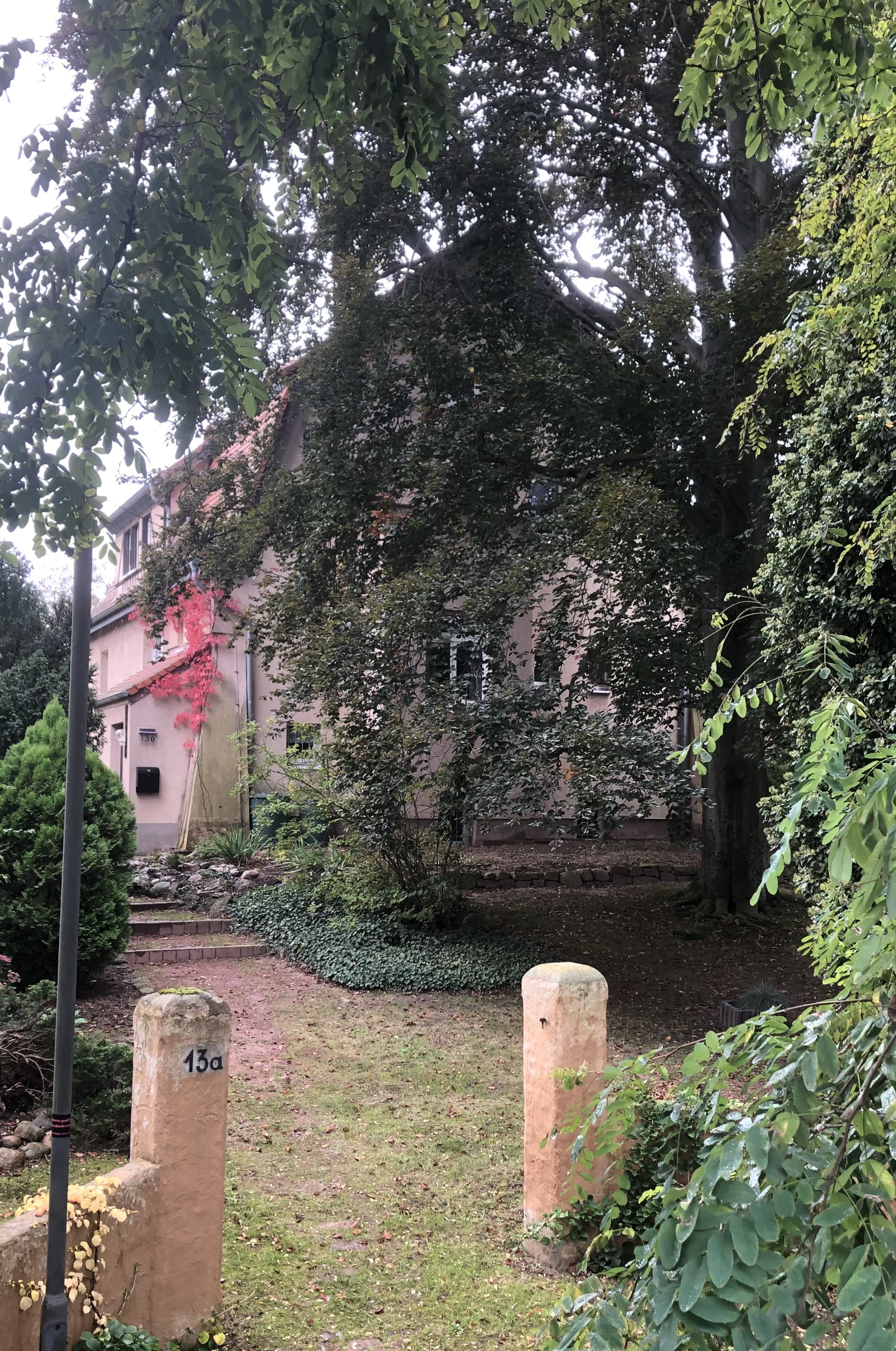
Villa Karl-Heyer-Straße 13a im Jahr 2021

Die Karl-Heyer-Straße 13a ist eine denkmalgeschützte Villa im Ortsteil Löbejün in der Stadt Wettin-Löbejün in Sachsen-Anhalt.
Das Gebäude befindet sich am südlichen Ortseingang von Löbejün, auf der Südseite der Karl-Heyer-Straße.
Die giebelständig zur Straße ausgerichtete Villa wurde im Jahr 1908 errichtet und gehörte dem Architekten Karl Paarsch. Bemerkenswert ist die größeren Teilen noch aus der Bauzeit stammende Gebäudeeinrichtung wie farbige Glasfenster, Fliesen  und Schiebetüren (Stand 1997).
Im örtlichen Denkmalverzeichnis ist die Villa unter der Erfassungsnummer 094 55239 als Baudenkmal verzeichnet.